# Connecticut Open
Connecticut Open byl profesionální tenisový turnaj žen hraný každoročně v rámci WTA Tour v connecticutakém New Havenu. Mezi roky 2009–2018 patřil do kategorie WTA Premier. Dějištěm se stal areál Cullman-Heyman Tennis Center, obsahující otevřené dvorce s tvrdým povrchem DecoTurf. Turnaj byl součástí severoamerického turné US Open Series, desetidílného cyklu hraného během šesti letních týdnů s vrcholem na US Open.
V letech 2005–2010 existoval pod názvem Pilot Pen Tennis. V období 1990–2010 obsahoval také mužskou část organizovanou Asociací tenisových profesionálů (ATP). Muži hráli v kategorii ATP World Tour 250, zatímco ženská polovina náležela do kategorie WTA Premier. Smíšená akce skončila v roce 2011, kdy se mužský turnaj odtrhl a přemístil do Winston-Salemu. Přes jeho existující historii byl ze strany ATP oficiálně prohlášen za novou událost okruhu. V období 2011–2013 ženská část nesla pojmenování New Haven Open at Yale. V sezónách 2014–2018 pak probíhala pod názvem Connecticut Open.
V únoru 2019 organizátoři oznámili zrušení turnaje z důvodu nezajištění finanční podpory. V kategorii Premier byl do kalendáře okruhu 2019 dodatečně zařazen zářijový Zhengzhou Open v čínském Čeng-čou s milionovou dotací, jakožto zahajovací turnaj čínské túry.
Dánka Caroline Wozniacká se tituly z let 2008–2011 stala první tenistkou 21. století, která vyhrála jediný turnaj okruhu WTA čtyřikrát v řadě, a po sezóně 2024 zůstávala v tomto výkonu stále osamocena.

## Historie

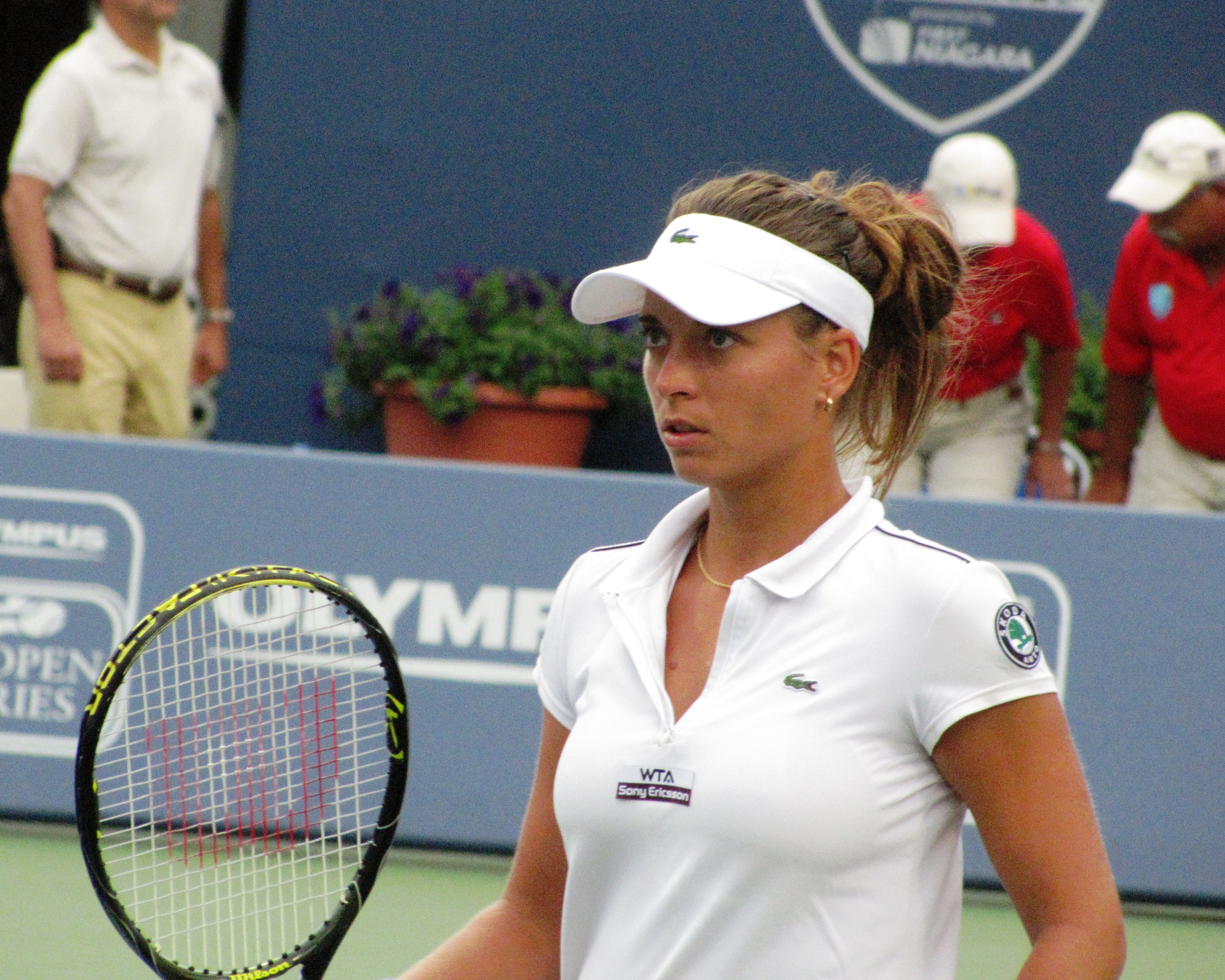
Petra Cetkovská, finalistka dvouhry 2011

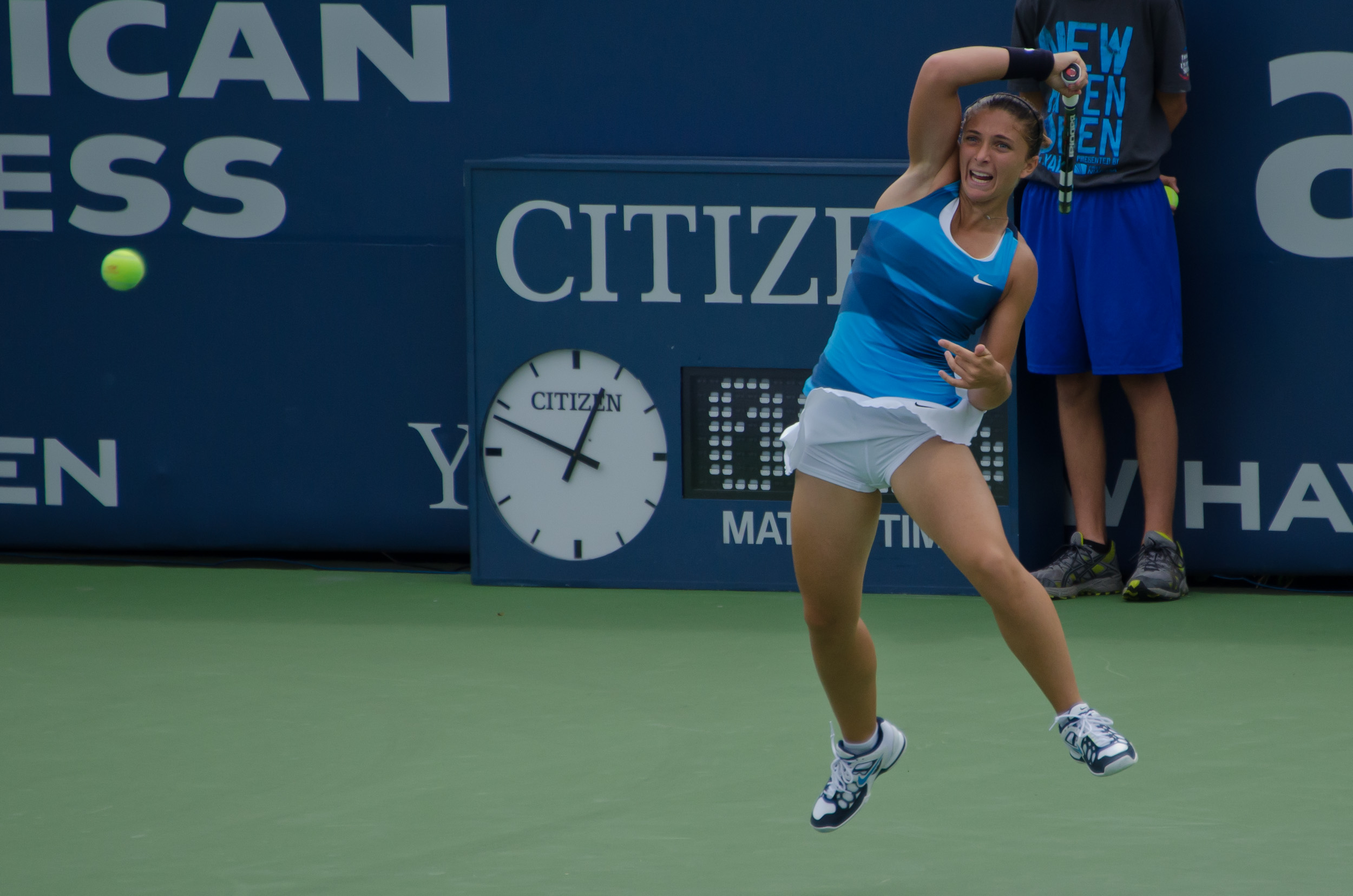
Italka Sara Erraniová, 2011

Turnaj byl založen v roce 1948 jako ženské mistrovství Spojených států (U.S. Women's Hardcourt Championships). V následujících dvaceti letech se hrál postupně ve více areálech Spojených států: v kalifornských San Franciscu, Berkeley), utažském Salt Lake City, washingtonském Seattlu, kalifornských La Jolle a San Diegu, v coloradském Denveru a kalifornském Sacramentu. Mezi vítězky této uzavřené éry se zařadily Doris Hartová, Darlene Hardová, Nancy Richeyová, Rosie Casalsová či Billie Jean Kingová. Turnaj byl pak v roce 1969 přerušen v souvislosti s nástupem otevřené éry tenisu.
V roce 1988 se Americká tenisová asociace (USTA) rozhodla turnaj obnovit a zařadila jej do kalendáře WTA Tour v kategorii Tier IV. Ročník 1988 se konal v texaském San Antoniu. V roce 1990 turnaj postoupil do kategorie Tier III a v letech 1997–2008 patřil do úrovně Tier II. V prvních letech po obnovení se mezi vítězky zařadily také hráčky, které se během kariéry staly světovými jedničkami: Steffi Grafová, Monika Selešová a Martina Navrátilová.
V roce 1993 se turnaj přestěhoval na dva roky na severovýchod Spojených států do Stratton Mountain ve Vermontu. V letech 1995 a 1996 se nehrál z důvodu kolize s Letními olympijskými hrami v Atlantě. Roku 1997 se opět vrátil, nejprve do Stone Mountain v Georgii a poté již do posledního místa konání v connecticutském New Havenu. V této fázi byl hrán pod sponzorským názvem Pilot Pen Tennis a v roce 2014 došlo k přejmenování na Connecticut Open. Od druhé poloviny 90. let dominovaly ve dvouhře Američanky Lindsay Davenportová a čtyřnásobná šampionka Venus Williamsová. V závěrečné fázi existence turnaje pak dánská čtyřnásobná vítězka Caroline Wozniacká a Češka Petra Kvitová, jež triumfovala třikrát.
Mužská část se v letech 1981 až 1989 hrála jako exhibice, v jejímž rámci se utkávali čtyři přední tenisté. Mezi jinými do soutěže nastoupili Ivan Lendl a v roce 1988 osmnáctiletý Andre Agassi. V sezóně 1990 turnaj, jenž probíhal v Jerichu na Long Islandu, oficiálně vstoupil do nově založeného okruhu ATP Tour. Získal název Norstar Bank Hamlet Challenge Cup. V období 1992–2000 se jmenoval Waldbaum's Hamlet Cup, v roce 2001 Hamlet Cup a od roku 2002 se konal jako TD Waterhouse Cup. Poté se přestěhoval do New Havenu.

## Přehled finále

### Dvouhra žen
| Místo             | rok  | vítězka                      | finalistka                   | výsledek           |
| ----------------- | ---- | ---------------------------- | ---------------------------- | ------------------ |
| San Francisco     | 1948 | Gertrude Moranová            | Virginia Wolfenden Kovacsová | 2–6, 6–1, 6–2      |
| San Francisco     | 1949 | Doris Hartová                | Dorothy Head Knodeová        | 6–3, 6–4           |
| Berkeley          | 1950 | Patricia Canning Toddová     | Magda Ruracová               | 6–2, 6–1           |
| Salt Lake City    | 1951 | Patricia Canning Toddová (2) | Anita Kanterová              | 6–1, 6–4           |
| Seattle           | 1952 | Mary Arnold Prentissová      | Anita Kanterová              | 6–1, 8–6           |
| Salt Like City    | 1953 | Anita Kanterová              | Joan Merciadisová            | 6–0, 6–4           |
| Salt Like City    | 1954 | Beverly Baker Fleitzová      | Barbara Greenová             | 6–1, 6–3           |
| La Jolla          | 1955 | Miriam Arnoldová             | Patricia Canning Toddová     | 6–0, 6–0           |
| La Jolla          | 1956 | Nancy Chaffee Kinerová       | Patricia Canning Toddová     | 6–4, 5–7, 7–5      |
| La Jolla          | 1957 | Beverly Baker Fleitzová (2)  | Miriam Arnoldová             | 6–1, 6–1           |
| La Jolla          | 1958 | Beverly Baker Fleitzová (3)  | Karen Hantzeová              | 6–1, 8–6           |
| Denver            | 1959 | Sandra Reynolds Priceová     | Beverly Baker Fleitzová      | 6–3, 6–2           |
| La Jolla          | 1960 | Katherine D. Chabotová       | Karen Hantzeová              | 4–6, 7–5, 7–5      |
| La Jolla          | 1961 | Nancy Richeyová              | Dottie Knodeová              | 6–1, 6–1           |
| Seattle           | 1962 | Carol Hanks Aucampová        | Marilyn Montgomeryová        | 7–5, 6–3           |
| La Jolla          | 1963 | Darlene Hardová              | Tory Fretzová                | 6–1, 8–6           |
| Sacramento        | 1964 | Kathy Harterová              | Kathy Blakeová               | 6–1, 6–0           |
| Sacramento        | 1965 | Rosie Casalsová              | Kathy Harterová              | 6–4, 4–6, 6–2      |
| La Jolla          | 1966 | Billie Jean Kingová          | Patti Hogan Fordyceová       | 7–5, 6–0           |
| Sacramento        | 1967 | Jane Bartkowiczová           | Valerie Ziegenfussová        | 6–4, 6–4           |
| La Jolla          | 1968 | Maryna Godwinová             | Janet Newberryová            | 6–3, 8–6           |
| Sacramento        | 1969 | Eliza Pandeová               | Kris Kemmerová               | 7–5, 6–4           |
|                   | 1970 | turnaj se nekonal            | turnaj se nekonal            | turnaj se nekonal  |
| 1987              |      | turnaj se nekonal            | turnaj se nekonal            | turnaj se nekonal  |
| San Antonio       | 1988 | Steffi Grafová               | Katerina Malejevová          | 6–4, 6–1           |
| San Antonio       | 1989 | Steffi Grafová (2)           | Ann Henrickssonová           | 6–1, 6–4           |
| San Antonio       | 1990 | Monika Selešová              | Manuela Malejevová           | 6–4, 6–3           |
| San Antonio       | 1991 | Steffi Grafová (3)           | Monika Selešová              | 6–4, 6–3           |
| San Antonio       | 1992 | Martina Navrátilová          | Nathalie Tauziatová          | 6–2, 6–1           |
| Stratton Mountain | 1993 | Conchita Martínezová         | Zina Garrisonová             | 6–3, 6–2           |
| Stratton Mountain | 1994 | Conchita Martínezová (2)     | Arantxa Sánchezová Vicariová | 4–6, 6–3, 6–4      |
|                   | 1995 | turnaj se nekonal            | turnaj se nekonal            | turnaj se nekonal  |
| 1996              |      | turnaj se nekonal            | turnaj se nekonal            | turnaj se nekonal  |
| Stone Mt.         | 1997 | Lindsay Davenportová         | Sandrine Testudová           | 6–4, 6–1           |
| New Haven         | 1998 | Steffi Grafová               | Jana Novotná                 | 6–4, 6–1           |
| New Haven         | 1999 | Venus Williamsová            | Lindsay Davenportová         | 6–2, 7–5           |
| New Haven         | 2000 | Venus Williamsová (2)        | Monika Selešová              | 6–2, 6–4           |
| New Haven         | 2001 | Venus Williamsová (3)        | Lindsay Davenportová         | 7–6(8–6), 6–4      |
| New Haven         | 2002 | Venus Williamsová (4)        | Lindsay Davenportová         | 7–5, 6–0           |
| New Haven         | 2003 | Jennifer Capriatiová         | Lindsay Davenportová         | 6–2, 4–0skreč      |
| New Haven         | 2004 | Jelena Bovinová              | Nathalie Dechyová            | 6–2, 2–6, 7–5      |
| New Haven         | 2005 | Lindsay Davenportová (2)     | Amélie Mauresmová            | 6–4, 6–4           |
| New Haven         | 2006 | Justine Heninová             | Lindsay Davenportová         | 6–0, 1–0skreč      |
| New Haven         | 2007 | Světlana Kuzněcovová         | Ágnes Szávayová              | 4–6, 3–0skreč      |
| New Haven         | 2008 | Caroline Wozniacká           | Anna Čakvetadzeová           | 3–6, 6–4, 6–1      |
| New Haven         | 2009 | Caroline Wozniacká (2)       | Jelena Vesninová             | 6–2, 6–4           |
| New Haven         | 2010 | Caroline Wozniacká (3)       | Naděžda Petrovová            | 6–3, 3–6, 6–3      |
| New Haven         | 2011 | Caroline Wozniacká (4)       | Petra Cetkovská              | 6–4, 6–1           |
| New Haven         | 2012 | Petra Kvitová                | Maria Kirilenková            | 7–6(11–9), 7–5     |
| New Haven         | 2013 | Simona Halepová              | Petra Kvitová                | 6–2, 6–2           |
| New Haven         | 2014 | Petra Kvitová (2)            | Magdaléna Rybáriková         | 6–4, 6–2           |
| New Haven         | 2015 | Petra Kvitová (3)            | Lucie Šafářová               | 6–7(6–8), 6–2, 6–2 |
| New Haven         | 2016 | Agnieszka Radwańská          | Elina Svitolinová            | 6–1, 7–6(7–3)      |
| New Haven         | 2017 | Darja Gavrilovová            | Dominika Cibulková           | 4–6, 6–3, 6–4      |
| New Haven         | 2018 | Aryna Sabalenková            | Carla Suárezová Navarrová    | 6–1, 6–4           |

### Čtyřhra žen
| Místo             | rok  | vítězky                                                  | finalistky                                        | výsledek              |
| ----------------- | ---- | -------------------------------------------------------- | ------------------------------------------------- | --------------------- |
| New Haven         | 2018 | Andrea Sestini Hlaváčková Barbora Strýcová               | Sie Šu-wej Laura Siegemundová                     | 6–4, 6–7(7–9), [10–4] |
| New Haven         | 2017 | Gabriela Dabrowská Sü I-fan                              | Ashleigh Bartyová Casey Dellacquová               | 3–6, 6–3, [10–8]      |
| New Haven         | 2016 | Sania Mirzaová Monica Niculescuová                       | Kateryna Bondarenková Čuang Ťia-žung              | 7–5, 6–4              |
| New Haven         | 2015 | Julia Görgesová Lucie Hradecká                           | Čuang Ťia-žung Liang Čchen                        | 6–3, 6–1              |
| New Haven         | 2014 | Andreja Klepačová Sílvia Soler Espinosová                | Marina Erakovicová Arantxa Parra Santonjaová      | 7–5, 4–6, [10–7]      |
| New Haven         | 2013 | Sania Mirzaová Čeng Ťie                                  | Anabel Medina Garriguesová Katarina Srebotniková  | 6–3, 6–4              |
| New Haven         | 2012 | Liezel Huberová Lisa Raymondová                          | Andrea Hlaváčková Lucie Hradecká                  | 4–6, 6–0, [10–4]      |
| New Haven         | 2011 | Čuang Ťia-žung Olga Govorcovová                          | Sara Erraniová Roberta Vinciová                   | 7–5, 6–2              |
| New Haven         | 2010 | Květa Peschkeová Katarina Srebotniková                   | Bethanie Mattek-Sandsová Meghann Shaughnessyová   | 7–5, 6–0              |
| New Haven         | 2009 | Nuria Llagostera Vivesová María José Martínez Sánchezová | Iveta Benešová Lucie Hradecká                     | 6–2, 7–5              |
| New Haven         | 2008 | Květa Peschkeová Lisa Raymondová                         | Sorana Cîrsteaová Monica Niculescuová             | 4–6, 7–5, [10–7]      |
| New Haven         | 2007 | Sania Mirzaová Mara Santangelová                         | Cara Blacková Liezel Huberová                     | 6–1, 6–2              |
| New Haven         | 2006 | Jen C’ Čeng Ťie                                          | Lisa Raymondová Samantha Stosurová                | 6–4, 6–2              |
| New Haven         | 2005 | Lisa Raymondová Samantha Stosurová                       | Gisela Dulková Maria Kirilenková                  | 6–2, 6–7(1–7), 6–1    |
| New Haven         | 2004 | Naděžda Petrovová Meghann Shaughnessyová                 | Martina Navrátilová Lisa Raymondová               | 6–1, 1–6, 7–6(7–4)    |
| New Haven         | 2003 | Virginia Ruano Pascualová Paola Suárezová                | Alicia Moliková Magüi Sernaová                    | 7–6(8–6), 6–3         |
| New Haven         | 2001 | Cara Blacková Jelena Lichovcevová                        | Jelena Dokićová Naděžda Petrovová                 | 6–0, 3–6, 6–2         |
| New Haven         | 2000 | Julie Halard-Decugisová Ai Sugijamová                    | Virginia Ruano Pascualová Paola Suárezová         | 6–4, 5–7, 6–2         |
| New Haven         | 1999 | Lisa Raymondová Rennae Stubbsová                         | Jelena Lichovcevová Jana Novotná                  | 7–6(7–1), 6–2         |
| New Haven         | 1998 | Alexandra Fusaiová Nathalie Tauziatová                   | Mariaan de Swardtová Jana Novotná                 | 6–1, 6–0              |
| Stone Mountain    | 1997 | Nicole Arendtová Manon Bollegrafová                      | Alexandra Fusaiová Nathalie Tauziatová            | 6–7(5–7), 6–3, 6–2    |
|                   | 1995 | turnaj se nekonal                                        | turnaj se nekonal                                 | turnaj se nekonal     |
| 1996              |      | turnaj se nekonal                                        | turnaj se nekonal                                 | turnaj se nekonal     |
| Stratton Mountain | 1994 | Elizabeth Smylieová Pam Shriverová                       | Conchita Martínezová Arantxa Sánchezová Vicariová | 7–6(7–4), 2–6, 7–5    |
| Stratton Mountain | 1993 | Elizabeth Smylieová Helena Suková                        | Manuela Malejevová Mercedes Pazová                | 6–1, 6–2              |
| San Antonio       | 1992 | Martina Navrátilová Pam Shriverová                       | Patty Fendicková Andrea Strnadová                 | 3–6, 6–2, 7–6(7–4)    |
| San Antonio       | 1991 | Patty Fendicková Monika Selešová                         | Jill Hetheringtonová Kathy Rinaldiová             | 7–6(7–2), 6–2         |
| San Antonio       | 1990 | Kathy Jordanová Elizabeth Smylieová                      | Gigi Fernándezová Robin Whiteová                  | 7–5, 7–5              |
| San Antonio       | 1989 | Katrina Adamsová Pam Shriverová                          | Patty Fendicková Jill Hetheringtonová             | 3–6, 6–1, 6–4         |
| San Antonio       | 1988 | Lori McNeilová Helena Suková                             | Rosalyn Fairbanková Gretchen Magersová            | 6–3, 6–7(5–7), 6–2    |

### Dvouhra mužů
| Místo                  | rok  | vítěz               | finalista          | výsledek            |
| ---------------------- | ---- | ------------------- | ------------------ | ------------------- |
| Long Island (exhibice) | 1981 | Brian Teacher       | Yannick Noah       | 4–6, 6–3, 6–4       |
| Long Island (exhibice) | 1982 | Gene Mayer          | Johan Kriek        | 6–2, 6–3            |
| Long Island (exhibice) | 1983 | Gene Mayer          | Heinz Günthardt    | 6–7(9–11), 6–4, 6–0 |
| Long Island (exhibice) | 1984 | Ivan Lendl          | Andrés Gómez       | 6–2, 6–4            |
| Long Island (exhibice) | 1985 | Ivan Lendl          | Jimmy Connors      | 6–1, 6–3            |
| Long Island (exhibice) | 1986 | Ivan Lendl          | John McEnroe       | 6–2, 6–4            |
| Long Island (exhibice) | 1987 | Jonas Svensson      | David Pate         | 7–6, 3–6, 6–3       |
| Long Island (exhibice) | 1988 | Andre Agassi        | Yannick Noah       | 6–3, 0–6, 6–4       |
| Long Island (exhibice) | 1989 | Ivan Lendl          | Mikael Pernfors    | 4–6, 6–2, 6–4       |
| Long Island            | 1990 | Stefan Edberg       | Goran Ivanišević   | 7–6, 6–3            |
| Long Island            | 1991 | Ivan Lendl          | Stefan Edberg      | 6–3, 6–2            |
| Long Island            | 1992 | Petr Korda          | Ivan Lendl         | 6–2, 6–2            |
| Long Island            | 1993 | Marc Rosset         | Michael Chang      | 6–4, 3–6, 6–1       |
| Long Island            | 1994 | Jevgenij Kafelnikov | Cédric Pioline     | 5–7, 6–1, 6–2       |
| Long Island            | 1995 | Jevgenij Kafelnikov | Jan Siemerink      | 7–6(7–0), 6–2       |
| Long Island            | 1996 | Andrij Medveděv     | Martin Damm        | 7–5, 6–3            |
| Long Island            | 1997 | Carlos Moyà         | Patrick Rafter     | 6–4, 7–6(7–1)       |
| Long Island            | 1998 | Patrick Rafter      | Félix Mantilla     | 7–6(7–3), 6–2       |
| Long Island            | 1999 | Magnus Norman       | Àlex Corretja      | 7–6(7–4), 4–6, 6–3  |
| Long Island            | 2000 | Magnus Norman       | Thomas Enqvist     | 6–3, 5–7, 7–5       |
| Long Island            | 2001 | Tommy Haas          | Pete Sampras       | 6–3, 3–6, 6–2       |
| Long Island            | 2002 | Paradorn Srichaphan | Juan Ignacio Chela | 5–7, 6–2, 6–2       |
| Long Island            | 2003 | Paradorn Srichaphan | James Blake        | 6–2, 6–4            |
| Long Island            | 2004 | Lleyton Hewitt      | Luis Horna         | 6–3, 6–1            |
| New Haven              | 2005 | James Blake         | Feliciano López    | 3–6, 7–5, 6–1       |
| New Haven              | 2006 | Nikolaj Davyděnko   | Agustín Calleri    | 6–4, 6–3            |
| New Haven              | 2007 | James Blake         | Mardy Fish         | 7–5, 6–4            |
| New Haven              | 2008 | Marin Čilić         | Mardy Fish         | 6–4, 4–6, 6–2       |
| New Haven              | 2009 | Fernando Verdasco   | Sam Querrey        | 6–4, 7–6(8–6)       |
| New Haven              | 2010 | Serhij Stachovskyj  | Denis Istomin      | 3–6, 6–3, 6–4       |

### Čtyřhra mužů
| Místo       | rok  | vítězové                           | finalisté                            | výsledek      |
| ----------- | ---- | ---------------------------------- | ------------------------------------ | ------------- |
| Long Island | 1990 | Guy Forget Jakob Hlasek            | Udo Riglewski Michael Stich          | 2–6, 6–3, 6–4 |
| Long Island | 1991 | Eric Jelen Carl-Uwe Steeb          | Doug Flach Diego Nargiso             | 0–6, 6–4, 7–6 |
| Long Island | 1992 | Francisco Montana Greg Van Emburgh | Gianluca Pozzi Olli Rahnasto         | 6–4, 6–2      |
| Long Island | 1993 | Marc-Kevin Goellner David Prinosil | Arnaud Boetsch Olivier Delaître      | 6–7, 7–5, 6–2 |
| Long Island | 1994 | Olivier Delaître Guy Forget        | Andrew Florent Mark Petchey          | 6–4, 7–6      |
| Long Island | 1995 | Cyril Suk Daniel Vacek             | Rick Leach Scott Melville            | 5–7, 7–6, 7–6 |
| Long Island | 1996 | Luke Jensen Murphy Jensen          | Hendrik Dreekmann Alexandr Volkov    | 6–3, 7–6      |
| Long Island | 1997 | Marcos Ondruska David Prinosil     | Mark Keil T. J. Middleton            | 6–4, 6–4      |
| Long Island | 1998 | Julian Alonso Javier Sánchez       | Brandon Coupe Dave Randall           | 6–4, 6–4      |
| Long Island | 1999 | Olivier Delaître Fabrice Santoro   | Jan-Michael Gambill Scott Humphries  | 7–5, 6–4      |
| Long Island | 2000 | Jonathan Stark Kevin Ullyett       | Jan-Michael Gambill Scott Humphries  | 6–4, 6–4      |
| Long Island | 2001 | Jonathan Stark Kevin Ullyett       | Leoš Friedl Radek Štěpánek           | 6–1, 6–4      |
| Long Island | 2002 | Maheš Bhúpatí Mike Bryan           | Petr Pála Pavel Vízner               | 6–3, 6–4      |
| Long Island | 2003 | Robbie Koenig Martín Rodríguez     | Martin Damm Cyril Suk                | 6–3, 7–6      |
| Long Island | 2004 | Antony Dupuis Michaël Llodra       | Yves Allegro Michael Kohlmann        | 6–2, 6–4      |
| New Haven   | 2005 | Gastón Etlis Martín Rodríguez      | Rajeev Ram Bobby Reynolds            | 6–4, 6–3      |
| New Haven   | 2006 | Jonatan Erlich Andy Ram            | Mariusz Fyrstenberg Marcin Matkowski | 6–3, 6–3      |
| New Haven   | 2007 | Maheš Bhúpatí Nenad Zimonjić       | Mariusz Fyrstenberg Marcin Matkowski | 6–3, 6–3      |
| New Haven   | 2008 | Marcelo Melo André Sá              | Maheš Bhúpatí Mark Knowles           | 7–5, 6–2      |
| New Haven   | 2009 | Julian Knowle Jürgen Melzer        | Bruno Soares Kevin Ullyett           | 6–4, 7–6(7–3) |
| New Haven   | 2010 | Robert Lindstedt Horia Tecău       | Rohan Bopanna Ajsám Kúreší           | 6–4, 7–5      |